# 国际会计准则第1号
國際會計準則第1號（IAS 1）財務報表的表述是國際會計準則之一，簡稱：IAS 1，生效始自1998年7月1日，目的是統一按標準化編寫財務報表。
IAS 1替代了1994年版的：
1. 《國際會計準則第1號 會計政策的披露》
2. 《國際會計準則第5號 財務報表中應披露的信息》
3. 《國際會計準則第13號 流動資產和流動負債的列報》

IAS 1指示了所有財務報表必須要列報的內容。不過，財務報告企業除了有營利的商業企業，還有公營企業、國營企業、非營利組織、銀行、金融機構等，它們必須附加依據其他相關會計準則，如金融機構要跟從《國際會計準則第30號（IAS 30）銀行和類似金融機構財務報表應揭示的信息》的要求。又因業務性質等原因，有不合用的要求，報告企業必須明示在報表中解釋說明。

## 外部鏈接
- 1（修正版）
- 1）財務報表的表述[永久]